# Mount Dolber
Mount Dolber ist ein 865 m hoher und markanter Berg im westantarktischen Marie-Byrd-Land. Mit seinem unvereisten Gipfel ragt er zwischen Mount Rea und Mount Cooper in den Sarnoff Mountains der Ford Ranges auf.
Wissenschaftler der United States Antarctic Service Expedition (1939–1941) kartierten ihn. Der United States Geological Survey tat dies anhand eigener Vermessungen und Luftaufnahmen der United States Navy aus den Jahren von 1959 bis 1965. Das Advisory Committee on Antarctic Names benannte ihn 1970 nach Sumner Raymond Dolber (1924–2015) von der United States Coast Guard, Kapitän des Eisbrechers USCGC Southwind, der von 1967 bis 1968 zum US-amerikanischen Geschwader zur Erkundung der Antarktischen Halbinsel und von 1968 bis 1969 zu demjenigen für die Erkundung des Rossmeers gehörte.